# 本間二三雄
本間 二三雄（ほんま ふみお）は、日本の元体操競技選手で、スポーツ科学者。

## 来歴
1932年ロサンゼルスオリンピックに体操競技初の日本代表として出場した本間茂雄の四男として生まれる。
桐朋高校、東京教育大学出身。
東京教育大学在学中、1972年ミュンヘンオリンピックの国内予選であん馬に「一腕上向き正全転向」という技法を用い、これは長らく「一腕全転向技群」と呼ばれる技法では唯一の実施例となり「幻の技」と称された。1972年ミュンヘンオリンピック日本代表となるが、補欠のため本番の試合には出場せず、団体総合の金メダリストとはならなかった。
リュブリャナ（ユーゴスラビア、連邦構成国のスロベニア内）で開催された1970年世界体操競技選手権とヴァルナ（ブルガリア）で開催された1974年世界体操競技選手権の団体総合で金メダルを獲得した。 1974年世界選手権男子団体総合優勝の功績により、他の代表選手とともに同年の朝日スポーツ賞を受賞している。
ロンドン（イギリス）で開催された1975年FIG体操ワールドカップのつり輪で銀メダルを獲得した。
競技中に重傷を負い、車椅子生活を送る。現役引退後は学術の道に進む。1976年に東京外国語大学の保健体育科の教官に就任して2年間務め、その後東京学芸大学に転任し、スポーツ科学の研究者となった。
「ホンマ」と名付けられたつり輪と平行棒の技を持っている。つり輪の前方翻転逆上がり脚前挙支持と、平行棒の後ろ振りあがり前方屈伸宙返り支持である。前者は他の技と複合で、後者は単独で2024年のオリンピックでも使用される技である。

## 関連事項
- 体操競技の技名一覧